# Église Saint-Julien de Beynost
Pour les articles homonymes, voir Église Saint-Julien.
L'église Saint-Julien de Beynost est une ancienne église du XIIe siècle, remaniée à de multiples occasions par la suite, située à Beynost, dans l’Ain. Elle devient une salle des fêtes en 1911, ceci jusqu'en 1989. 
Elle fut utilisée pour le culte catholique, jusqu'en 1908, année à partir de laquelle elle fut remplacée dans cette fonction par la seconde église Saint-Julien de Beynost.

## Historique
L'église Saint-Julien a été construite aux environs du XIIe siècle selon une orientation est-ouest (portail à l'ouest) et dépendait dès l'origine de l'abbaye de l'Île Barbe ; cette tutelle se perpétua jusqu'en 1769. 

### Les quatre chapelles
| - Contour de l'église à l'origine (XIIe siècle) - Première chapelle. - Seconde chapelle. - Troisième chapelle. - Quatrième chapelle. Schéma de l'emplacement des quatre chapelles. |

#### Première chapelle
Le 5 août 1505, Guy Vernat, vicaire de Bresse, fait construire une première chapelle, dédiée à saint Joseph : cette chapelle restera associée à la famille Debout (famille de Henri Debout évêque de Genève), jusqu'à sa démolition en 1911.

#### Seconde chapelle
En 1597, un bourgeois de Lyon, Claude Laurens (1562 - 1637), notaire, fait édifier une seconde chapelle, juxtaposée à l'ouest de la première ; elle sera dédiée à Notre-Dame-de-Pitié, puis à sainte Catherine (à partir du XIXe siècle). Sa vocation était funéraire, elle accueillit ainsi plusieurs sépultures de la famille Laurens. À noter également que Claude Laurens était le (récent) possesseur du Monderoux. Cette chapelle fut également détruite en 1911.

#### Troisième chapelle
Nicolas Grollier (1580 - 1651), seigneur du Soleil fait édifier une troisième chapelle : la chapelle Saint-Nicolas. Elle sera dénommée « Chapelle du Soleil » par la suite.

#### Quatrième chapelle
Le 28 octobre 1810, la veuve d'Étienne Vincent-Marniola, haut fonctionnaire français sous le Premier Empire et enterré à Beynost, fait construire une quatrième chapelle où elle fera déplacer le corps d'Étienne-Aimé Vincent, son fils, mort en bas âge.

### XXesiècleetXXIesiècle

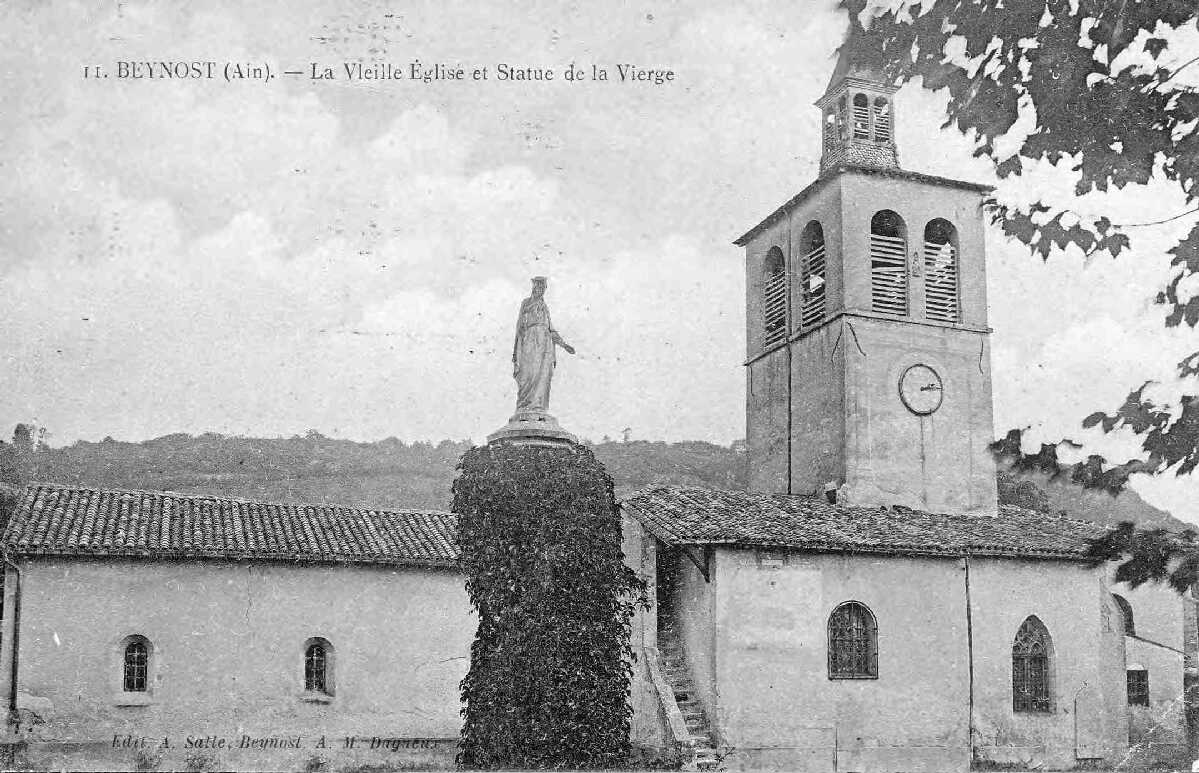
Carte postale ancienne de l'église.

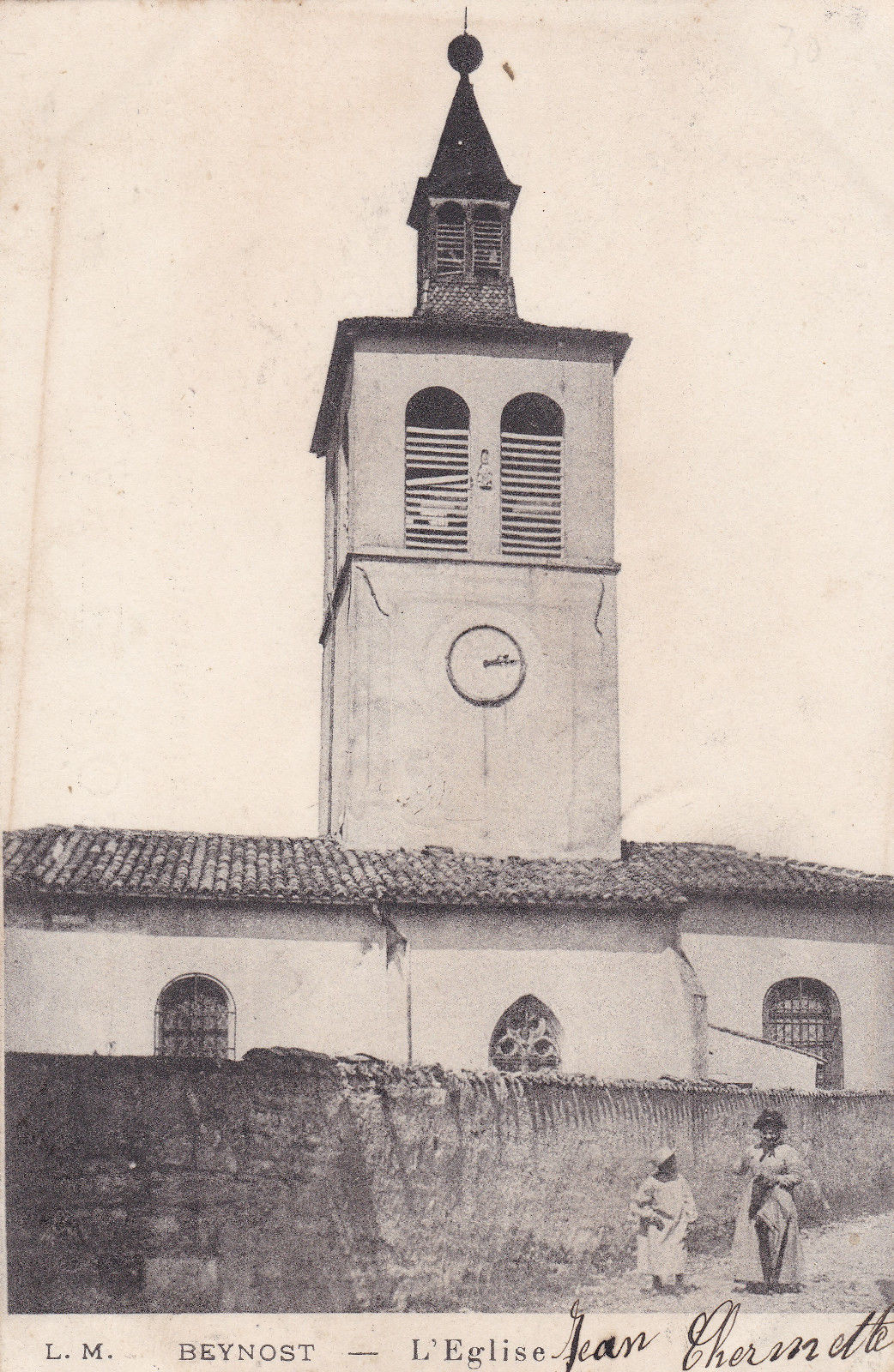
Clocher de l'église en 1904.

L'église cesse d'être un lieu de culte le 28 juin 1908 et est remplacée dans cette fonction par la seconde église Saint-Julien de Beynost ; elle est alors transformée par l'architecte Barthélémy Delorme en une salle des fêtes mise en service en 1911 (Barthélémy Delorme est également l'architecte de la seconde église Saint-Julien de Beynost). L'église cessera d'être une salle des fêtes en 1989. Depuis, elle est inutilisée, hormis pour accueillir quelques expositions (comme en 2012 pour les Journées européennes du patrimoine).
Devant l'église Saint-Julien se trouve le monument aux morts du village, construit sous le mandat du maire Marius André, en 1922.
Depuis début 2012, le site est desservi par l'arrêt Beynost mairie de la ligne 2 de Colibri.
Au nord de la nef (qui semble avoir été agrandie vers l'Ouest au XVe siècle), se trouve une extension collatérale datant du XIXe siècle (1825).
L'ensemble du mobilier a été transféré vers la seconde église entre 1906 et 1908, à l'exception d'une cloche conservée dans l'église Saint-Julien.

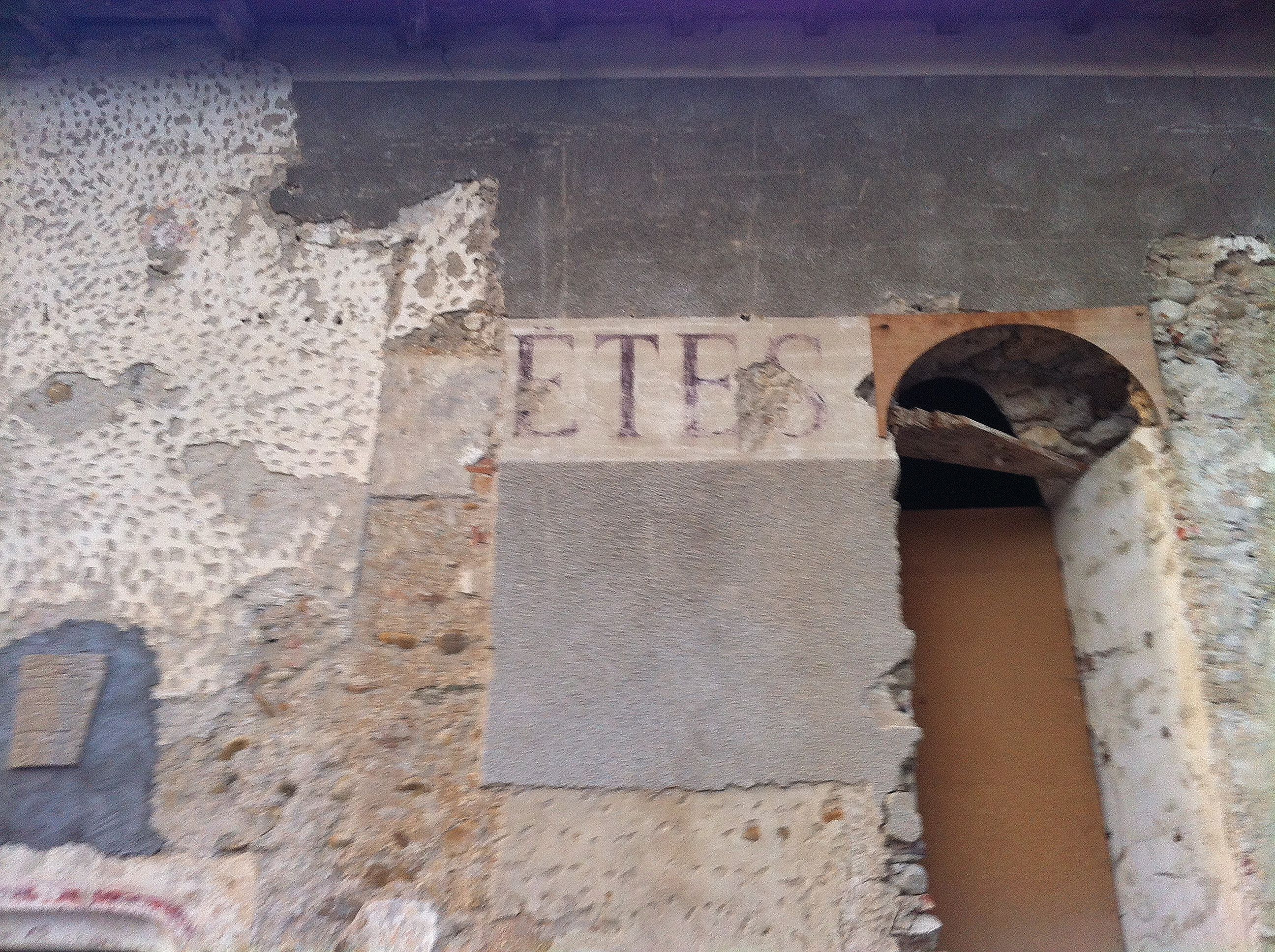
Ancienne inscription « ETES » de « SALLE DES FETES », sur la façade Sud de l'église.
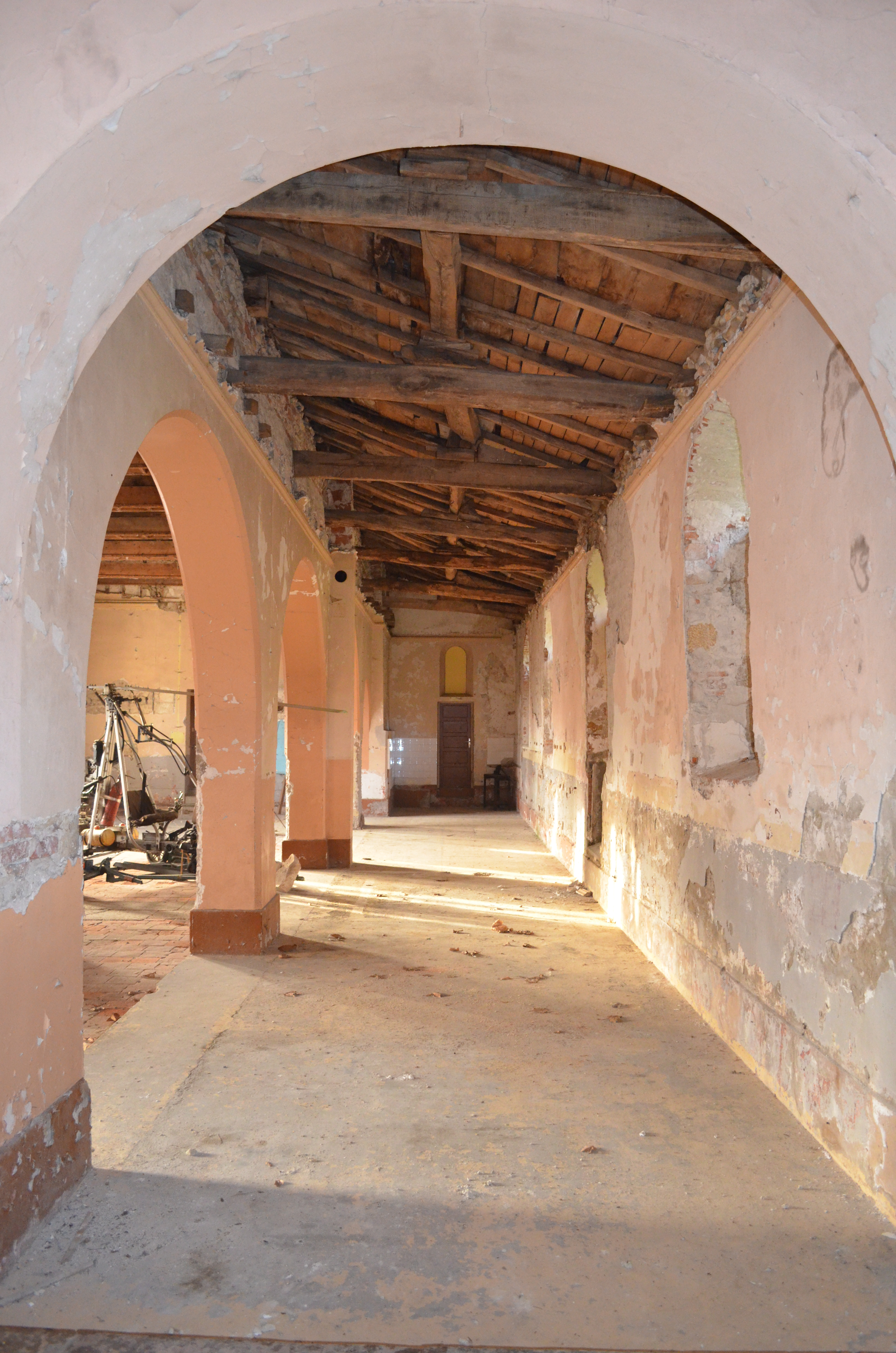
Intérieur de l'ancienne église.
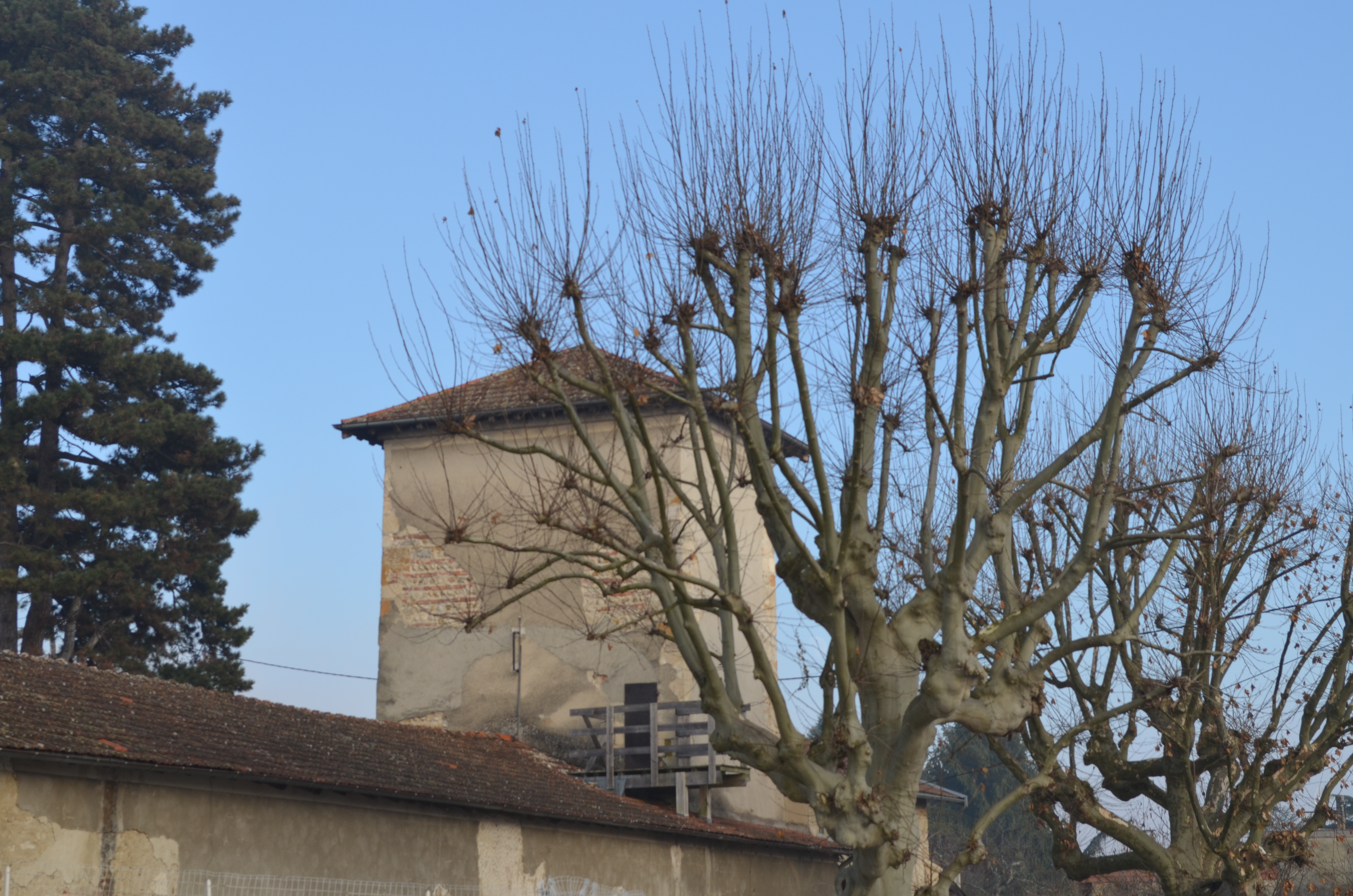
Vue du clocher.
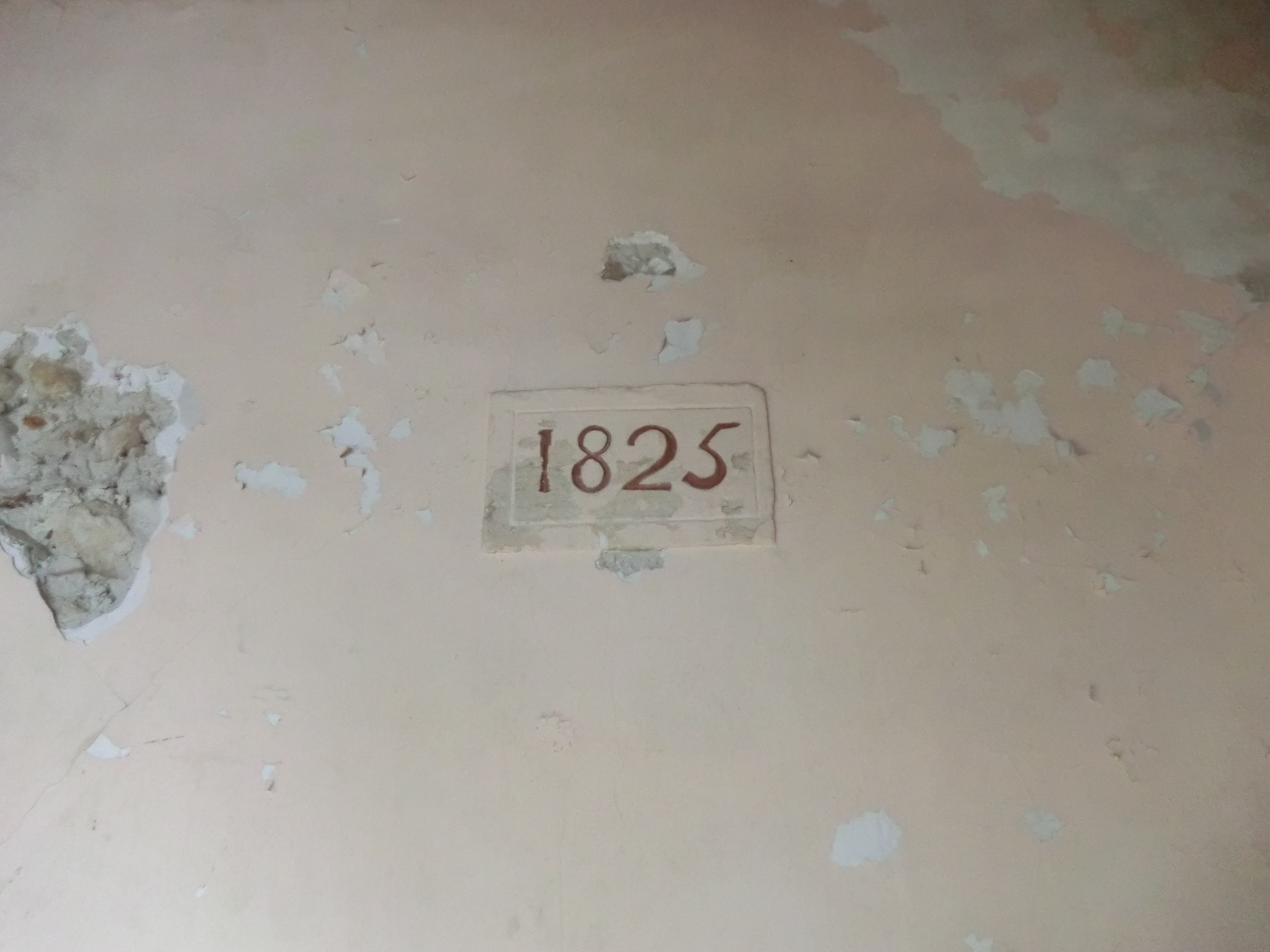
Inscription "1825" dans l'église.